# Tata Daewoo Commercial Vehicle

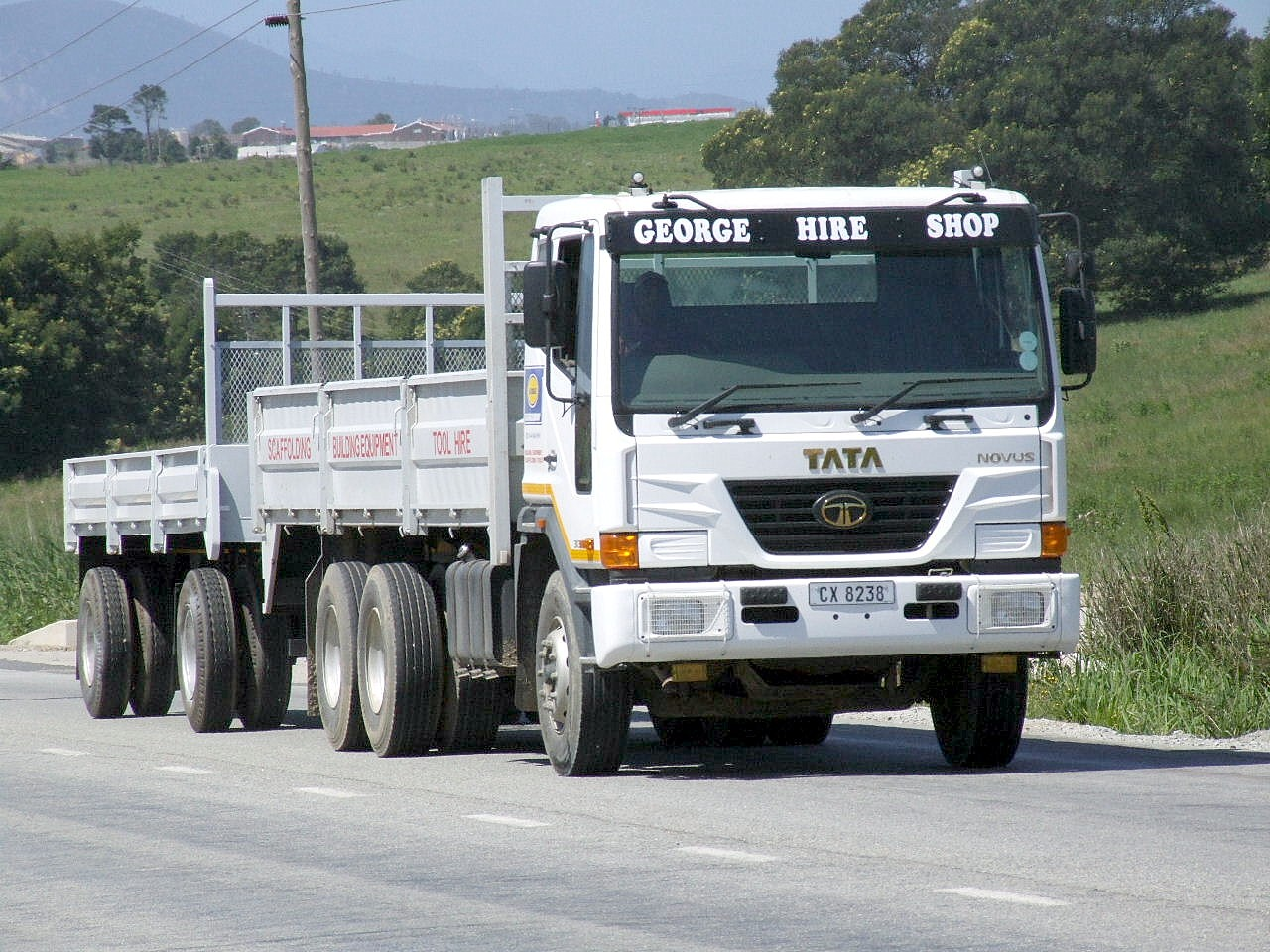
Tata Daewoo Novus 8×4

Tata Daewoo Commercial Vehicle est le nom d'un constructeur de camions sud-coréen fondé en 2004 à la suite du rachat de la branche de camions (véhicules utilitaires) de Daewoo par l'indien Tata Motors.

## Modèles utilitaires
- GMK/Chevrolet/Isuzu Truck (GM Korea Motor Company, 1973)
- SMC Truck (Saehan Motor Company, 1976)
- Elf (Saehan Motor Company, 1976)
- Daewoo Truck (Daewoo Motor Company, 1983)
- Elf New Model (Daewoo Motor Company, 1986)
- Daewoo Truck New Model (Daewoo Motor Company, 1986)
- Daewoo Truck Super New Model (Daewoo Motor Company, 1993)
- Daewoo Chasedae Truck (Daewoo Heavy Industries, 1995)
- Daewoo Novus Truck (Tata Daewoo, 2004)

Tous les véhicules commercialisés depuis le 1er janvier 2013 sont équipés de moteurs Fiat-IVECO Powertrain Industrial Euro 6.